# 斯捷波韋 (斯捷波韋市鎮)
47°11′4″N 31°31′12″E / 47.18444°N 31.52000°E
斯捷波韋是位於烏克蘭南部的村莊，由尼古拉耶夫州尼古拉耶夫區的斯泰波韋市鎮負責管轄。該村面積85.1平方公里，海拔高度75米，2001年人口1,869，人口密度每平方公里22人。